# Еколошки расизам
Еколошки расизам је термин који се односи се на то да су заједнице које припадају поједним етничким мањинама више изложене загађивачима или како им је онемогућен приступ одређеним природним ресурсима, као што су чист ваздух, чиста вода и друге еколошке добробити.
У међународном контексту, ова појава се доводи у везу са колонијализмом, неолиберализмом и глобализацијом. Еколошки расизам укључује и изложеност отровном отпаду, поплаве, загађење услед вађења природних и индустријских ресурса, недостатак основних средстава за личну хигијену и искључење из одлучивања у вези локалног земљиштима и природних ресурса.